# Блофиельд, Роберт Карлович
Роберт Карлович Блофиельд (швед. Robert Gustaf Ivar Blåfield; 11 (23) марта 1829, Биркаланд — 16 (28) декабря 1889, Васа) — русский военный деятель.

## Биография
Сын окружного судьи Карла Юхана Блофиельда и Авроры Фредерики Иоганны Рамзай, племянник генерала от инфантерии Э. А. Рамзая.
В 1842 году поступил в Финляндский кадетский корпус, который окончил с отличием. 13 июня 1848 выпущен прапорщиком в лейб-гвардии Семеновский полк. Подпоручик (6.12.1849), поручик (30.03.1852), штабс-капитан (22.08.1854).
Во время Крымской войны в 1854—1855 годах участвовал в обороне балтийского побережья. 20 августа 1858 произведен в капитаны, 31 мая 1861 в подполковники, с переводом в 6-й резервный стрелковый батальон. 26 февраля 1862 назначен командиром батальона, 18 марта произведен в полковники. 13 июля 1863 назначен командиром 87-го Нейшлотского пехотного полка. 30 августа 1873 произведен в генерал-майоры и назначен командиром 2-й бригады 15-й пехотной дивизии, откуда 9 октября 1873 переведен на должность командира 2-й бригады 24-й пехотной дивизии.
10 сентября 1877 был назначен командиром 3-й стрелковой бригады, с которой участвовал в русско-турецкой войне 1877—1878 годов, отличившись при взятии Плевны в ноябре 1877 года. 28 апреля 1881 назначен начальником 9-й пехотной дивизии. 15 мая 1883 произведен в генерал-лейтенанты. 21 июля 1884 переведен в армейский пехотный резерв, а 11 октября 1884 уволен с военной службы.
С 1885 года был членом Финляндского сейма от дворянского сословия. С 21 июня 1886 до конца жизни служил военным комиссаром 1-го призывного округа Васы.

## Награды
- Орден Святого Станислава 3-й ст. (26.08.1856)
- Орден Святой Анны 2-й ст. (5.12.1866)
- Орден Святого Владимира 4-й ст. (6.12.1868)
- Императорская корона к ордену Святой Анны 2-й ст. (30.08.1870)
- Орден Святого Владимира 3-й ст. (30.08.1871)
- Орден Святого Станислава 1-й ст. (26.08.1876)
- Орден Святой Анны 1-й ст. с мечами (1879)
- Орден Святого Владимира 2-й ст. с мечами (1879)

Медали и знаки:
- Светло-бронзовая медаль «В память войны 1853—1856» (1856)
- Светло-бронзовая медаль «В память русско-турецкой войны 1877—1878» (1878)

Иностранные:
- Румынский Железный крест (1878)

## Семья
Даты по новому стилю
1-я жена (25.09.1860, Тавастегус): Мария Ловиза Уттер (5.05.1834—22.08.1864), дочь Отто Густава Уттера и Маргареты Софии Эклунд
Дети:
- Сельма (8.11.1865—17.05. 1869)
- Ханна (10.05.1863—3.04.1830)
- Мария Ловиса (22.08.2864—14.06.1942)

2-яжена (17.09.1865, Санкт-Петербург): Надежда Ивановна Герасимова (27.9.1844—13.12.1918), дочь надворного советника Ивана Герасимова и Веры Севастьяновой
Дети:
- Дагмара Надежда (25.06.1866—2.12.1951)
- София Аврора (7.07.1867—2.04.1943)
- Роберт Ойген (17.05.1869—4.12.1895)
- Вера Изабелла (3.08.1870—?)
- Маргарета Любовь (8.11.1872—1949)
- Вольдемар (1881—1882)